# Paprides
Paprides is een geslacht van rechtvleugeligen uit de familie veldsprinkhanen (Acrididae). De wetenschappelijke naam van dit geslacht is voor het eerst geldig gepubliceerd in 1898 door Hutton.

## Soorten
Het geslacht Paprides omvat de volgende soorten:
- Paprides dugdali Bigelow, 1967
- Paprides nitidus Hutton, 1898